# Hypsibarbus lagleri
Hypsibarbus lagleri är en fiskart som beskrevs av Rainboth, 1996. Hypsibarbus lagleri ingår i släktet Hypsibarbus och familjen karpfiskar. IUCN kategoriserar arten globalt som sårbar. Inga underarter finns listade i Catalogue of Life.